# جورج ماكلويد
جورج فيلدن ماكلويد، بارون ماكلويد من فويناري MC‏ (17 يونيو 1895 - 27 يونيو 1991) كان جنديًا ورجل دين اسكتلنديًا. كان أحد أشهر وزراء الكنيسة الاسكتلندية وأكثرهم نفوذًا وغير تقليدي في القرن العشرين. كان مؤسس مجتمع إيونا في جزيرة إيونا.